# 恩波格斗
恩波格斗，中华人民共和国四川省的一家综合格斗俱乐部，前身为阿坝州散打队，由阿坝黑水人恩波创建，2014年正式成为综合格斗俱乐部。

## 历史
恩波是四川省阿坝藏族羌族自治州黑水县人，8岁丧父，18岁开始练习散打，后成为一名中国人民武装警察部队战士，曾在四川省总队阿坝藏族羌族自治州支队服役。1980年，恩波在武警阿坝州支队举行军事大比武中荣获单双杠冠军和擒拿格斗冠军，并曾在武警四川总队特警军事大比武夺冠，还曾荣获两次三等功。1997年，恩波退伍后从事建筑工程相关工作。
服役期间，恩波在下基层做军事指导时发现一些孩子在山上、街边游荡，觉得他们需要一定的引导，否则极可能走上犯法道路，因而萌生了帮助这类孩子的想法。2001年，从事建筑工程而有了一定积蓄后的恩波在成都市西一环附近租房组建了私人出资的“阿坝州武术散打队”，挂靠在阿坝州体育局之下，是阿坝州第一支武术散打队。散打队专门招收孤儿、特困家庭子女，免费教他们学习散打，第一批招收了近30个孩子。恩波认为学习散打可以让这些孩子“学会规矩，有一技之长”，至少能去当个保安，学得好的还能入伍当特警。
后随着学习的孩子越来越多，恩波换了3次场地，搬入成都市郫县（今郫都区）团结镇的一处4000平方米的室内训练场。至2015年，从散打队走出了150多名孩子，有的在经商、有的成为特警。散打方面，曾培养了多个全国散打冠军。在团结镇的训练场地内设有一间奖杯陈列室，陈列有散打队在各项比赛中拿回来的奖杯、奖牌和奖杯。
2020年6月15日，中国人民解放军西藏军区在拉萨举行“拉萨市2020年度新质民兵分队入队授旗仪式”，恩波格斗俱乐部被西藏军区司令员汪海江中将授予“雪獒高原抗击队”称号并授旗，苏木达尔基是该队的一员。

## 格斗孤儿事件
2017年7月，该俱乐部因“格斗孤儿”事件受到质疑，质疑主要在于该俱乐部不具备教育资质。后经政府部门出面，阿坝州青少年重点业余体校在该俱乐部设训练点。